# جيرالد بيرسون
جيرالد بيرسون (بالإنجليزية: Gerald Pearson)‏ (و. 1905 – 1987 م) هو فيزيائي، وأستاذ جامعي من الولايات المتحدة الأمريكية . ولد في سايلم .

## جوائز
حصل على جوائز منها:
- نيشان جون برايس ويذريل [الإنجليزية]‏.